# Tjaard de Groot
Tjaard de Groot was een Friese zeevaarder die voer voor de Friese Admiraliteit. 

## Zeeslag bij Duins
In de Slag bij Duins op 1 oktober 1639 behoorde De Groot tot de twaalf schepen die onder de Zeeuwse commandeur Joost van Trappen Banckert voeren. Een ander gedeelte van de vloot van de Republiek der Zeven Verenigde Nederlanden stond onder het commando van Maarten Harpertszoon Tromp. Met zijn schip De Friesland van zeventig man en 22 stukken geschut voerde De Groot het commando over het grootste schip van de Friese Admiraliteit.

## Brazilië
Op 1648 vertrekt De Groot met een schip naar Nederlands-Brazilië om daar tegen de Portugezen te vechten. Pas vier jaar later, op 13 juni 1652 keert hij terug in Nederland. 